# هارونی (شهرکرد)
هارونی شهری در شهرستان شهرکرد از توابع استان چهارمحال و بختیاری است.

## مردم
مردم این شهر از ایل بختیاری می باشند و به گویش لری بختیاری تکلم می کنند.

## جمعیت
بر پایه سرشماری عمومی نفوس و مسکن در سال ۱۳۹۵ جمعیت این شهر ۵ُ۶۰۱ نفر (در ۴۹۶ خانوار) بوده است.